# 鳳凰傳說
《鳳凰傳說》，香港亞洲電視製作的劇集，全劇共30集，監製為譚朗昌。是一部以選美為題材的揭秘式電視劇，內容環繞五位選美出身的少女，由籍籍無名至一躍進入七彩繽紛的娛樂圈，當中情節令人聯想起現實生活中的人和事，故事耐人尋味，極具追看性。
《鳳凰傳說》於2009年5月14日至7月2日於亞洲電視本港台逢星期一至五15:30-16:10重播[a]。於2014年12月9日至2015年1月16日命名為《我們的九十年代：鳳凰傳說》，被安排於亞洲電視專屬數碼頻道歲月留聲逢星期一至五早上08:00-09:00播出，當日14:00-15:00、20:30-21:30、翌日00:30-01:30重播[b]。2015年9月14日至9月27日逢星期一至日6:00-08:00播出（每次播映兩集），當日12:00-14:00、20:30-22:30、翌日02:00-04:00重播[c]；2015年12月15日至2016年1月2日於亞洲電視本港台逢星期二至六深夜03:35-05:30播出，每次播映兩集。

## 剧情简介
每年的选美活动，均使城中无数自信貌美的少女趋之若鹜，冀望藉此一夜之间“飞上枝头变凤凰”。《凤凰传说》是一部以选美为题材的揭秘式电视剧，内容环绕五位选美出身的少女，由藉藉 无名至一跃进入七彩缤纷的娱乐圈，揭开选美黑幕、娱乐圈秘闻 ，当中情节肯定令你联想起现实生活中的人和事，故事耐人寻味 ，极具追看性。
该剧故事描述几名不同背景的少女，她们在一次选美项目中成为好友，在开始时，她们各有自己的目标和理想，但当她们面对一个残酷的现实社会后，她们不惜抛开理想，与自己原有的意愿背道而驰，甚至不择手段与昔日好友反目，目的只为爬上更高的位置，而最后却弄得一败涂地。

## 演員表

### 方家
| 演員      | 角色   | 暱稱/關係 |
| 雪 梨     | 孫 萍  | 萍姐 知名女星 方雪明之生母，被其針對，後和好並相認 郭永年之妻 早年为嫁郭永年拋棄方雪明 於第26集为救方雪明，追截匪徒車輛被拖至車外，送院後身亡 靈位安放於寶福山 |
| -（童年） | 方雪明 | Ming、方九组 1974年出生 康城影后 個性獨立好強 孫萍之女，針對其，後和好並相認 郭永年之继女，並無視其，後和好並答應對方好好照顧及孝順孫萍 沈盈盈多年好友，後反目 自小隨父到英國，於第1集反港 为了向孫萍證明自己而与沈盈盈一同參加1994年「第十二屆東方小姐」選美，本是大熱冠军，後奪得亞军，後又為頂替沈盈盈承認墮胎而被除名 程梓峰之女友，後结为夫妻，因沈盈盈介入而離婚 被郭啓文單戀多年，發展一段時間，後因误会而失开，多年後重遇，再继前缘 |
| 文頌嫻    | 方雪明 | Ming、方九组 1974年出生 康城影后 個性獨立好強 孫萍之女，針對其，後和好並相認 郭永年之继女，並無視其，後和好並答應對方好好照顧及孝順孫萍 沈盈盈多年好友，後反目 自小隨父到英國，於第1集反港 为了向孫萍證明自己而与沈盈盈一同參加1994年「第十二屆東方小姐」選美，本是大熱冠军，後奪得亞军，後又為頂替沈盈盈承認墮胎而被除名 程梓峰之女友，後结为夫妻，因沈盈盈介入而離婚 被郭啓文單戀多年，發展一段時間，後因误会而失开，多年後重遇，再继前缘 |

### 郭家
| 演員   | 角色   | 暱稱/關係 |
| 譚少英 | 郭母   | 郭啟賢、郭啟文之母 郭永年、孫萍之長嫂 |
| 潘志文 | 郭永年 | 1938年4月3日出生 孫萍之夫 郭啟賢、郭啟文之二叔 方雪明之继父 於第18集病逝（1992年6月10日） 靈位安原放於半春園大雄宝殿思親堂211，於第24集被郭家搬到寶福山福積堂 |
| 吳元俊 | 郭啟賢 | 鸿才影業老闆 郭永年之姪子 郭啟文之兄 蔡善婷之男友，後结为夫妻，最後離婚 为人好色，喜欢玩小明星 包养沈盈盈 於第29集與沈盈盈争執時，被其用刀杀死                |
| 張家輝 | 郭啟文 | Danny 郭永年之姪子 郭啟賢之弟 喜欢方雪明，發展一段时间後，被母亲極力阻止而分开，多年後重遇，最後终成眷属                                                      |

### 沈家
| 演員   | 角色   | 暱稱/關係 |
| 張 錚  | 沈父   | 泰叔 在高级会所當清洁工人 沈盈盈、沈姍姍之父 中段被沈盈盈安排移民往加拿大多倫多 |
| 陳麗雲 | 沈母   | 泰嬸 在高级会所當清洁工人 沈盈盈、沈姍姍之母 中段被沈盈盈安排移民往加拿大多倫多 |
| 劉玉婷 | 沈盈盈 | 1974年出生 香城金像獎影后 沈姍姍之姊 方雪明之多年好友，後反目 區文傑之女友兼未婚妻，後分手 自小生活在底層遭人歧视，养成贪慕虚荣的性格，渴望「飛上枝頭变鳳凰」 與方雪明一同参加1994年度「第十二屆東方小姐」選美，入選初期表现欠佳不被外界看好，後暗中引诱郭啟賢成功獲得內定冠軍 郭啓賢之情婦 程梓峰之女友，後分手 绑架方雪明，間接令孫萍遇害 於第29集與郭啟賢争執時，用刀將其殺死 於第30集被判入狱10年 |
| 楊愛貞 | 沈姍姍 | 沈盈盈之妹 中段被沈盈盈安排移民往加拿大多倫多 |

### 蔡家
| 演員   | 角色   | 暱稱/關係 |
| 余文炳 | 蔡父   | 新加坡華喬 蔡善婷之父 方家世交，與方家有生意來往 |
| 陳月茹 | 蔡母   | 新加坡華喬 蔡善婷之母 |
| 李菁   | 蔡善婷 | Sandra 前「東方小姐」冠军 東方電視藝員 「第十二屆東方小姐」評判之一 郭啟賢之女友，後结为夫妻，最後離婚 與區文傑合组「鳳凰雜誌」，後發展成情侣 於第30集回新加坡 |

### 李家
| 演員   | 角色   | 暱稱/關係 |
| 韋烈   | 李志大 | 李詠思之兄 與方雪明、蔡善婷等人合組新力量影業 喜欢彩虹 |
| -      | 李妻   | 李志大之妻 李詠思之長嫂 |
| 蔡美蘭 | 李詠思 | Wincy 1976年出生 李志大之妹 何思樂之女友，後分手 馮嘉倫之女友，後分手 與方雪明、沈盈盈等參加同屆「東方小姐」，并成为好友，獲得季軍“最上镜小姐” 加入電視台后，苦無发展機会，为寻找自身價值不顾其兄反对拍風月片 |

### 其他主要角色
| 演員   | 角色   | 暱稱/關係 |
| 鄧浩光 | 程梓峰 | 过气小生，獲方雪明鼓励轉做導演 Annie之男友，後分手 方雪明之男友，後结为夫妻，後因沈盈盈介入而離婚 沈盈盈男友，後分手 於第30集为救方雪明，与沈盈盈推撞不慎被硬物擊中頭部導致視覺神經被瘀血積聚而雙目失明                                                |
| 李雪慜 | 彩虹   | 1974年出生 來自内地 與方雪明、沈盈盈等參加同屆「東方小姐」，並成為好友，奪得「友谊小姐」 加入電視台后，苦無发展機会，加上老家需要急财，迫于无奈下接拍风月片 操浓重鄉音，後經磨練成功改掉口音 喜欢李志大 後期决定返回內地，棄影从商，最後成为地產女强人 |
| 宗揚   | 歐文傑 | 大學华业生，华业後任职娱乐版記者 沈盈盈之男友，後分手 與蔡善婷合组「鳳凰雜誌」，後發展成情侣 於第29集为追查方雪明被绑架與孫 萍遇害一事，被受郭啟賢指使的王國祥驾車撞到，送院后昏迷 於第30集被医生宣告死亡                                              |

### 其他演员
- 龐秋雁 饰 Eva（郭啟文多年同学兼生意夥伴，與文青梅竹马並暗恋文；最後另嫁他人，相夫教子）
- 歐陽耀麟 飾 何思樂（「金咪新人」得主；李詠思前男友，後成为新晉歌手，为事业前途選擇與思分手）
- 江圖 飾 王國祥（王经理；東方電視台高層，常以職務之便占女藝员便宜；私下與郭啟賢有利益关系；於第28集受郭啟賢指使驶車撞伤欧文傑；於第30集被判入狱8年）
- 黃麗梅 飾 Annie（當红花旦；程梓峰前女友，後搭上印尼富商）
- 楊嘉諾 飾 馮嘉倫（Alan；東方電视藝员；常占拍对手戲的女演员便宜；李詠思男友，後分手）
- 李小惠 飾 楊小環（「第十三屆東方小姐」冠军；被郭啟賢包养，不堪長期受賢施虐，在家中自殺）
- 黃美芬 飾 蔡美淇（「第十三屆東方小姐」熱門佳麗）
- 梁碧芝 飾 娛樂場記者
- 吳霆 飾 娛樂場記者
- 吳曼麗 飾 娛樂場記者
- 葉靖怡[註 3] 飾 娛樂場記者
- 鄭恕峰 飾 唐仲禮（電影導演）
- 林子博 飾 徐  生（電影導演）
- 顔晋霖 飾 Winson（歌  星；有份竞逐「金咪新人」）
- 洪玉蘭 飾 林永珍（與方雪明、沈盈盈参加同届「東方小姐」）
- 萬斯敏 飾 選美導師
- 黃梓瑋[註 4] 飾 婚莎店職員/小三
- 陳鳳冰[註 5] 飾 老演员
- 嘉俊 飾 何 生（「第十二屆東方小姐」司儀）
- 陳東 飾
- 陳嘉偉 飾 東方電視台場記
- 仲煒 飾 Gary（電影導演）[註 6]
- 劉宗基 飾 東方電視台導演
- 石中玉 飾
- 周兆麟 飾 David
- 曾守明 飾 Gary（電影導演）[註 7]
- 梁婉雯[註 8] 飾 Ivory（蔡善婷友人）
- 卓慧敏[註 9] 飾
- 計祥龍[註 10] 飾 電影場記
- 洪志強[註 11] 飾 電影場記
- 賴榮顯[註 12] 飾 梁生
- 羅樹淇[註 13] 飾 陳經理（東方電視台高層）
- 曾健明[註 14] 飾
- 黃志榮[註 15] 飾 沈盈盈鄰居

## 外景
- 寶福山
- 小杬公菜館
- 銅鑼灣廣場
- 香港公園
- 香海蓮社半春公園
- 又一村文華閣
- 清水灣鄉村俱樂部
- 秀荗坪區警察總部及分區警署
- 何文田樂園
- 茶具文物館
- 花園道三號
- 黃金廣場 (香港)
- 梳士巴利道尖沙咀海濱公園
- 城門河敦煌畫舫（現水中天，亞視常用取景地點）

## 音樂
- 巫啟賢楊采妮歌曲《愛情來的時候》
- Tag Team歌曲《Whoomp！（There It Is）》
- 吳倩蓮歌曲《失戀的女人》
- 張學友歌曲《一顆不變心》
- 許冠傑歌曲《父母恩》
- 白光歌曲《如果没有你》
- 王菲歌曲《執迷不悔》
- 萬芳歌曲《新不了情》
- 巫啟賢彭羚歌曲《來讓我跟你走》
- 巫啟賢歌曲《心酸的情歌》
- 張學友歌曲《來來回回》

## 配樂
- 日本群星《A Melancholy Moment》
- 日本群星《Kasumi, Akane and Dr. Tofu》
- 大森俊之《tears》
- 有澤孝紀《衛の回想》
- 有澤孝紀《あたしだって普通の女の子2》
- 門倉聡《ドルイドのテーマ》
- 門倉聡《愛のレクイエム》
- 田中公平《花園への鍵》
- 田中公平《テーマバリエーション1》
- 渡辺俊幸《お父さん、お母さん》
- 鈴木豪《ごめん》
- 日向敏文《リカのテーマソング》
- 日向敏文《friends》
- 日向敏文《Raindrops》
- 日向敏文《If You Could See Me》
- 川井憲次《朝焼け》
- 川井憲次《のあ・哀愁のテーマ》
- 神思者《True Love ドラマ》
- 神思者《Closed Door Of 110》
- 佐橋俊彦《クールなハートに…》
- 佐橋俊彦《恋はおあずけ》
- Falcom Sound Team jdk《Tears of Sylph》
- Tim Story《The Lure of Silence》
- Adriana Bilardo《Strange Idea》
- Adriana Bilardo《Lullaby For Matteo》